# Ali Rıza Uzuner
Ali Rıza Uzuner (* 1926 in Trabzon; † 30. Oktober 2013 in Ankara) war ein türkischer Politiker der Republikanischen Volkspartei CHP (Cumhuriyet Halk Partisi), der zwischen 1961 und 1973 Mitglied der Großen Nationalversammlung der Türkei sowie von 1971 bis 1973 Arbeitsminister war.

## Leben
Ali Rıza Uzuner absolvierte ein Studium an der Fakultät für Forstwirtschaft der Universität Istanbul und war daraufhin als Forstingenieur tätig. Nach einer Spezialisierung in Schweden und angewandten Studien der Fächer Forstwirtschaft und Mathematik, erwarb er einen Magister in Statistik. Er war Chef des zentralen Forstbezirks Trabzon sowie des zentralen Forstbezirks Artvin. Anschließend war er stellvertretender Direktor und Leiter der Zweigstelle des Forstlichen Forschungsinstituts des Forstministeriums. Er engagierte sich zudem als Mitglied in der Union der Kammern türkischer Ingenieure und Architekten sowie als Generalsekretär der Forstingenieurkammer.
Bei der Wahl zur Nationalversammlung am 15. Oktober 1961 wurde Uzuner für die Republikanische Volkspartei CHP (Cumhuriyet Halk Partisi) zum Mitglied der Großen Nationalversammlung TBMM (Türkiye Büyük Millet Meclisi) gewählt und gehörte dieser als Vertreter von Trabzon nach seiner Wiederwahl am 10. Oktober 1965 und 12. Oktober 1969 in der zwölften, 13. und 14. Legislaturperiode vom 25. Oktober 1961 bis zum 14. Oktober 1973 an.
Am 11. Dezember 1971 übernahm er im Kabinett Erim II, der 34. Regierung, das Amt als Arbeitsminister (Çalışma Bakanı) und bekleidete dieses Amt vom 22. Mai 1972 bis zum 15. April 1973 auch in der darauf folgenden 35. Regierung, dem Kabinett Melen.
Ali Rıza Uzuner engagierte sich in Nichtregierungsorganisationen und arbeitete an Kultur- und Umweltproblemen, insbesondere in der Schwarzmeerregion. Er war Präsident des Verbandes der Naturschutzklubs am Schwarzen Meer KÖK (Karadeniz Özelliklerini Koruma Kulübü Derneği) sowie Mitglied der Stiftung für Bildung, Kultur und Umweltschutz am Schwarzen Meer (Karadeniz Eğitim Kültür ve Çevre Koruma Vakfı). Nach seinem Tode im Universitätskrankenhaus der Başkent-Universität in Ankara wurde er auf dem Friedhof in Soğanlı beigesetzt.